# Перегонівка (заповідне урочище)
Перегонівка — заповідне урочище місцевого значення. Об'єкт розташований на території Черкаського району Черкаської області, село Поташня.
Площа — 6,4 га, статус отриманий у 2002 році.